# Byron Edmund Walker
Byron Edmund Walker (14 octobre 1848 – 27 mars 1924), était un banquier canadien. Il est devenu président de la Banque canadienne de commerce 1907 à 1924.  
En 1905, il crée la Champlain Society.
L'espèce type P.walkeri du genre de dinosaure Parasaurolophus a été nommée ainsi en son honneur; il était alors président du conseil d'administration des Trustees du Musée royal de l'Ontario.

## Distinctions
- Commandeur de l'Ordre royal de Victoria (CVO - 1908)[3]
- Chevalier (Kt - 1910)[4]